# Daphnia arcuata
Daphnia arcuata är en kräftdjursart som beskrevs av Forbes 1893. Daphnia arcuata ingår i släktet Daphnia och familjen Daphniidae. Inga underarter finns listade i Catalogue of Life.